# Liste des municipalités de la Saskatchewan

La province de Saskatchewan dans le Canada

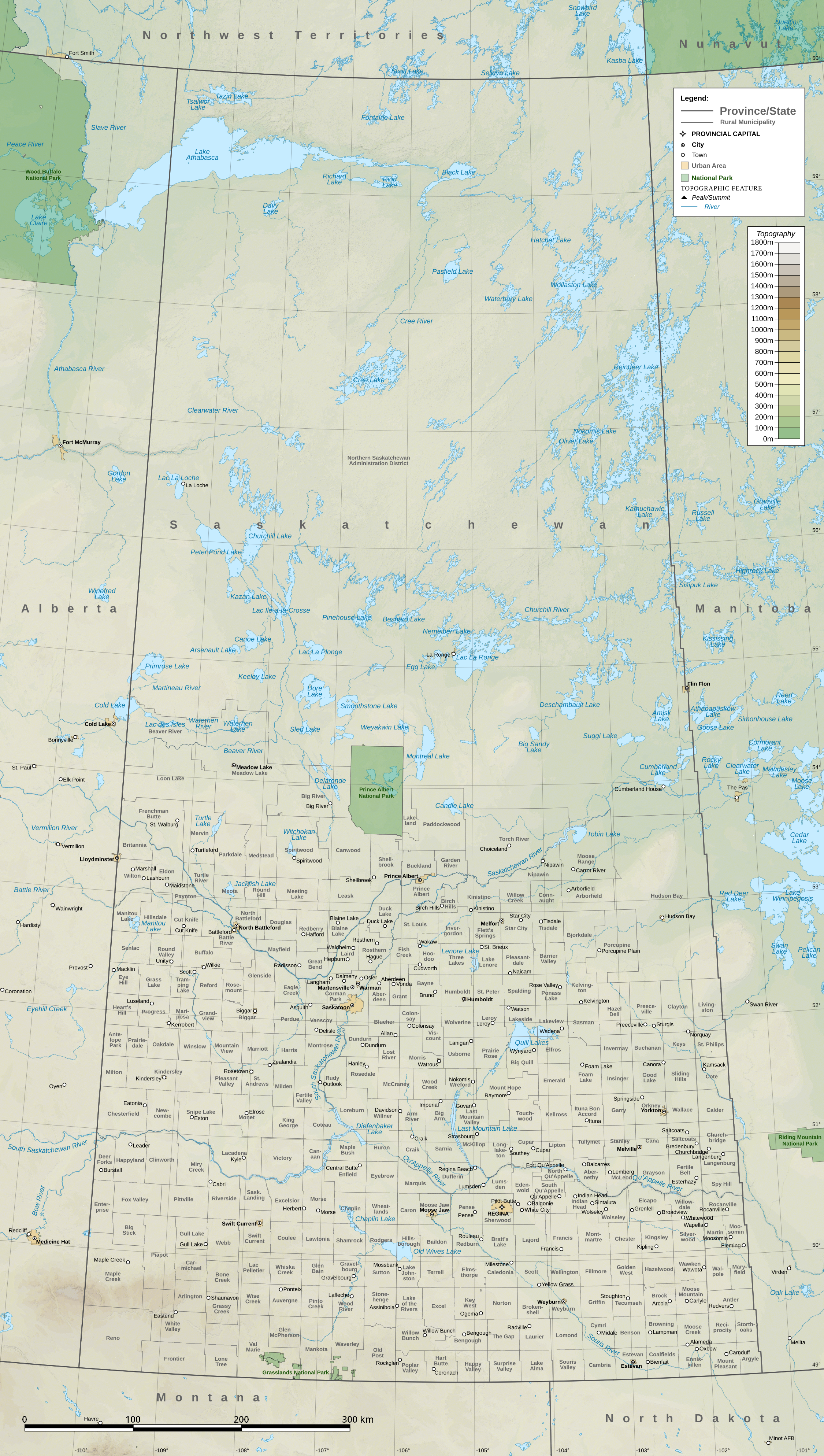
Carte topographique de la Saskatchewan, illustrant les cités, les villes, les frontières des municipalités rurales et des points d'intérêts naturels.

Les municipalités de la province de la Saskatchewan (Canada) sont des gouvernements locaux régissant les villes, villages et des zones d'habitats dispersés. Les municipalités sont incorporées au niveau provincial : ce sont des personnes morales dont la création est soumise à l'approbation et à l'enregistrement du gouvernement provincial. Le découpage municipal de la province n'est que partiel, il exclu des zones non municipalisées dont généralement les réserves des Premières Nations et la moitié nord de la province.
Les municipalités appartiennent à trois grands types : les municipalités urbaines, les municipalités rurales et les municipalités nordiques. Les municipalités urbaines se répartissent selon quatre statuts d'incorporation possibles : cité, ville, village et village de villégiature (resort village) en fonction de l'importance et du caractère permanent ou saisonnier de leur population. Par opposition aux municipalités urbaines, de superficies généralement restreintes et densément peuplées, les municipalités rurales forment de vastes cantons ruraux. Elles régissent des zones d'habitats dispersés et groupés de la moitié sud de la province. Ces municipalités rurales découpent le sud du territoire provincial selon un maillage géométrique en enclavant les municipalités urbaines. Les municipalités du nord sont enclavées dans la Northern Saskatchewan Administration District (en) (NSAD) et sont divisées parmi trois types : les villes nordiques, les villages nordiques et les hameaux nordiques en fonction de l'importance de leur population.
Les communautés non incorporées comprennent différents types de hameau régis par des municipalités rurales ainsi que les zones nordiques administrées directement par le service provincial de la NSAD. Les réserves autochtones sont régies par le conseil de bande dont elles dépendent.
L'administration municipale est soumise aux lois provinciales. Le Municipalities Act régit les municipalités rurales, villes, villages, villages de villégiature, hameaux organisés et des hameaux tandis que le Cities Act régit les cités. L'administration des villes nordiques, des villages nordiques, des hameaux nordiques et des établissements nordiques (enclavé dans le NSAD) sont régis par The Northern Municipalities Act. Les réserves autochtones dépendent au contraire de la loi fédérale canadienne (Loi sur les Indiens).
Le Recensement du Canada de 2011 établit la population de la Saskatchewan à  1 033 381.

## Municipalités
La Saskatchewan compte 786 municipalités de différents types (urbaines, rurales et municipalités nordiques) et plusieurs sous-types (cités, villes, villages, villages de villégiature, villes nordiques, villages nordiques et hameaux nordiques).

### Municipalités urbaines

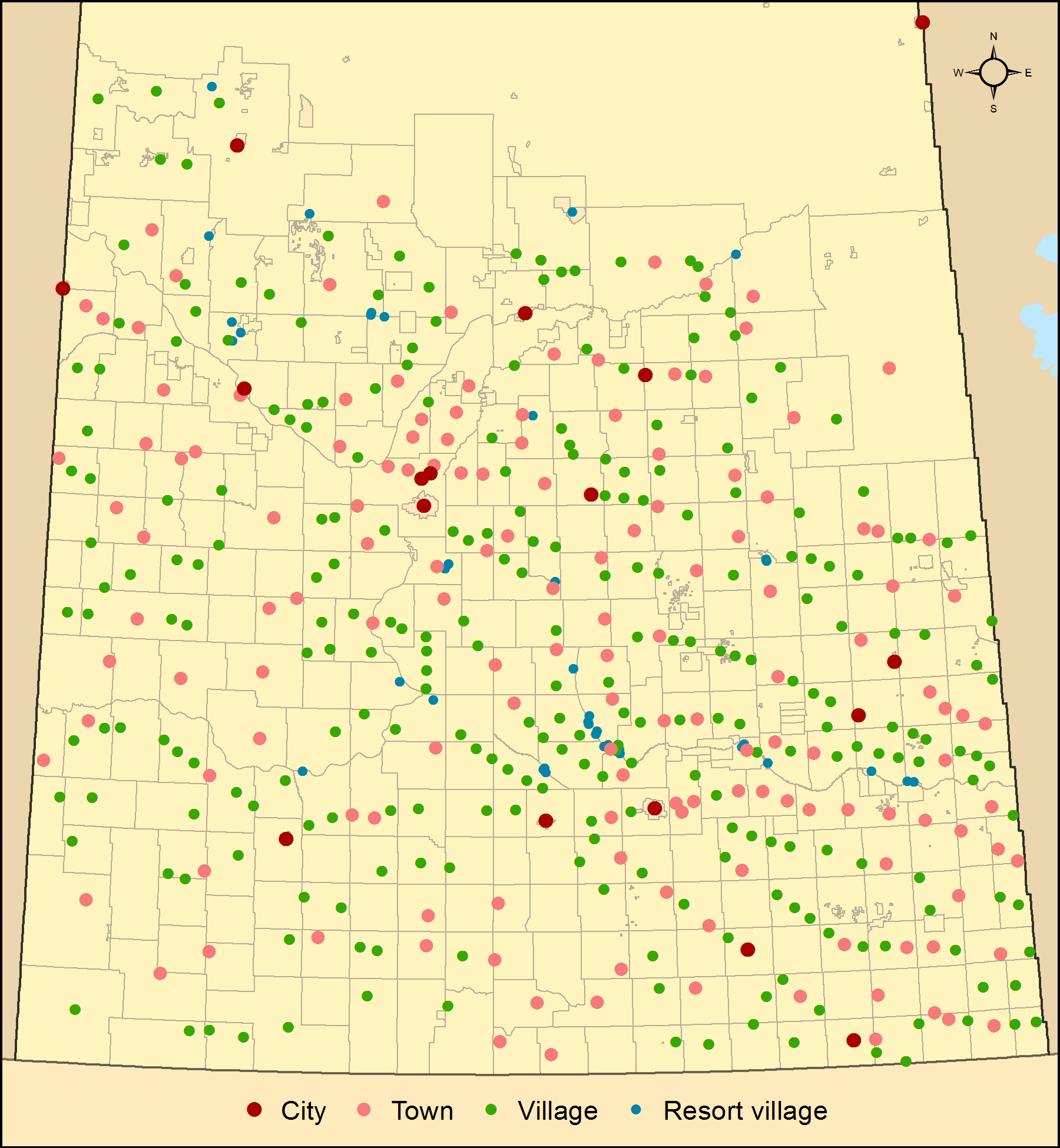
Répartition des 16 cités, 146 villes, 264 villages et 40 villages nordiques.

Le nombre de municipalités urbaines est de 466.

#### Cités
En Saskatchewan, une ville doit avoir une population supérieure à 5 000 habitants pour obtenir le statut de cité. S'il advient une baisse de la population sous les 5 000 habitants, la cité n'est pas reclassée au rang de ville sauf si le conseil municipal en fait la demande, si la majorité des électeurs le désire ou si le ministre juge que ceci est dans l'intérêt public de procéder ainsi. Par exemple, la cité de Melville maintien le statut de cité en 2010, malgré la chute de sa population durant les années 1990.

### Villes
En Saskatchewan, les villages ou villages de villégiatures ayant une population d'au moins 500 habitants peuvent obtenir le statut de ville sur demande du conseil municipal auprès du gouvernement provincial. De même une ville peut demander le statut de cité lorsque la population excède 5 000. Comme pour les cités, si la population diminue sous la limite de 500 habitants, le statut de ville peut être préservé. Ceci est entre autres le cas des villes de Fleming, Francis et Scott. Le statut de village peut toutefois être retrouvé si le conseil de ville en fait la demande. La Saskatchewan possède 146 villes.

### Villages
La population ou l'organisation responsable d'un hameau peut réclamer l'incorporation en tant que village ou village de villégiature. Pour obtenir la qualification, le hameau doit avoir une organisation municipale, une population d'au moins 100 habitants lors du dernier recensement et doit avoir au moins 50 unités d'habitation ou d'affaire. La Saskatchewan inclut 260 villages sur son territoire.

### Villages de villégiature
La Saskatchewan possède 40 villages de villégiature.

## Municipalités rurales

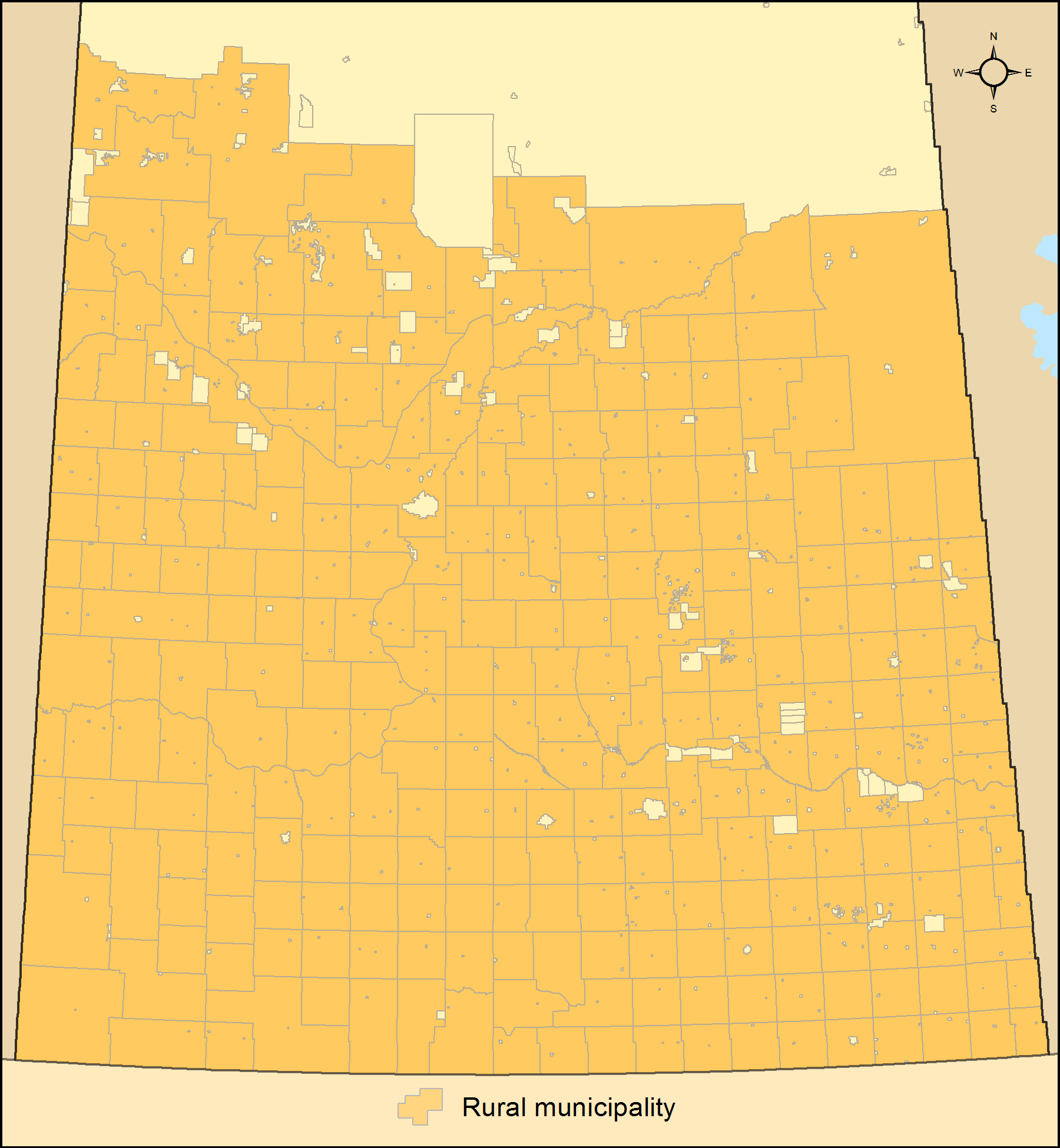
Répartition des 296 municipalités rurales de la Saskatchewan.

Les municipalités rurales sont créées par le ministère des Affaires municipales selon la procédure énoncée à la section 49 du Municipalities Act. La Saskatchewan compte 296 municipalités rurales sur son territoire qui sont localisées dans le centre et le sud de la province.

## Municipalités nordiques
La Saskatchewan compte 24 municipalités nordiques qui sont inclus parmi les villes nordiques, les villages nordiques et les hameaux nordiques.

### Villes nordiques
Une ville nordique est une ville incluse dans le Northern Saskatchewan Administration District. Son administration est réglementée par la The Northern Municipalities Act. Un village nordique peut réclamer le statut de ville nordique lorsque sa population atteint au moins 500 habitants.
Creighton et La Ronge sont les deux seules villes nordiques de la Saskatchewan.

### Villages nordiques
Un village nordique est inclus dans le Northern Saskatchewan Administration District. Son administration est réglementée par la The Northern Municipalities Act. Un hameau nordique peut réclamer le statut de village nordique si la population atteint 100 habitants et contient au moins 50 habitations ou place d'affaires.
La Saskatchewan dénombre 11 villages nordiques.

### Hameaux nordiques
Un hameau nordique est enclavé dans le Northern Saskatchewan Administration District. Son administration est réglementée par la The Northern Municipalities Act. Un établissement nordique peut réclamer le statut de hameau nordique si la population atteint 50 habitants et contient au moins 25 habitations ou places d'affaires.
La Saskatchewan compte 11 hameaux nordiques sur son territoire.

## Hameaux non incorporés
En Saskatchewan, un hameau est une communauté non incorporée qui est sous la juridiction d'une municipalité rurale. Pour être reconnu comme tel, le hameau doit avoir au moins 5 habitations occupées sur des lots séparés et au moins 10 lots séparés sur son territoire. La majorité des hameaux forme un territoire de moins d'un acre.
Le gouvernement de la Saskatchewan reconnaît trois types de hameau, soit les hameaux génériques, les zones de services spéciaux (special service areas) et les hameaux organisés.
Les hameaux en Saskatchewan sont sous la juridiction d'une municipalité rurale et n'ont aucun pouvoir décisionnel et autorité indépendante.

### Zones de services spéciaux
À la différence des hameaux, les zones de services spéciaux (special service area) peuvent former une leur propre division électorale dans le conseil de la municipalité rurale et peuvent également avoir un régime de taxation différent.

### Hameaux organisés
La Saskatchewan comporte 151 hameaux organisés et qui sont établis par un ordre ministériel et sont sous la juridiction des municipalités rurales dans le centre et le sud de la province. Les hameaux organisés disposent d'un bureau élu pour trois ans de trois membres à vocation de conseil et de proposition, en particulier budgétaire, auprès du conseil municipal. De plus, dans certains cas, ces hameaux élisent directement un des conseillers municipaux qui devient alors le quatrième membre du bureau. Le bureau, qui désigne en son sein un président et un secrétaire, se réunit régulièrement et organise une réunion annuelle des électeurs,. La population d'un hameau peut demander le statut dans la municipalité rurale dans laquelle il se situe. Pour l'obtenir, la population doit être d'au moins 80 résidents, 40 unités d'habitations ou d'affaires et une évaluation foncière taxable d'au moins 4 millions de dollars ou tout autre facteur que le ministre considère approprié.

### Colonies nordiques
Une colonie nordique est une communauté non incorporée située dans le territoire régit par la Northern Saskatchewan Administration District et son administration est sous la juridiction du The Northern Municipalities Act.
La Saskatchewan compte 11 colonies nordiques.

### Villes fantômes
Une ville fantôme est une ville ayant eu une population considérable, mais qui a depuis diminuée en raison de la fermeture d'entreprises et/services, du changement d'orientation d'une autoroute ou chemin de fer, ou de l'épuisement d'une ressource naturelle.

## Communautés des Premières Nations
Les communautés des Premières Nations en Saskatchewan incluent les réserves amérindiennes et les colonies métisses.